# Hieroklés z Alexandrie
Hieroklés z Alexandrie byl řecký neoplatónský filosof a spisovatel. Žil a působil kolem roku 430.

## Život a dílo
Hieroklés studoval v Athénách a jeho mistrem byl Plútarchos z Athén (pozor, nezaměňovat s historikem Plútarchem z Chaironeie). Nakonec se vrátil do rodné Alexandrie, kde vyučoval. Zdá se, že v pozdější době byl z Alexandrie vyhnán, a tak musel odejít do Konstantinopole. Ale i v hlavním městě Římské říše byl za své náboženské a filosofické smýšlení utlačován a nakonec i uvržen do vězení.
Hieroklétova jediné kompletní dílo, které se dochovalo do současnosti, jsou zápisky k Pythagorovu dílu Chrysa Epe. Ve středověku a v renesanci Hieroklés z Alexandrie požíval velké vážnosti, o čemž svědčí množství jeho děl přeložených do mnoha evropských jazyků. Hieroklés odsuzoval astrologický fatalismus na základě názoru, že astrologie se opírá o iracionálno spíše než o věštby a boží prozřetelnost. Ze stejného důvodu odsuzoval různé okultní a magické praktiky, protože mají tendenci nahrazovat harmonický božský řád.
Ačkoliv ve svých dochovaných dílech se o křesťanství nikdy nezmiňuje, jeho texty směřují ke smíření mezi tradičním řeckým náboženstvím a křesťanskou vírou, se kterou se Hieroklés mohl blíže poznat v Konstantinopoli.
Kompilovaná sbírka více než 260 antických vtipů od Hierokléa a Filágria nemá s osobou a dílem Hierokléa z Alexandrie žádnou souvislost. Rovněž částečně dochované dílo Prvky Etiky, které uchránil pozdější spisovatel a kompilátor Ioánnes Stobaíos pochází od stejnojmenného stoického filosofa Hierokléa, který byl současníkem Epiktéta a který byl ztotožněn s latinským „Hierocles Stoicus vir sanctus et gravis“ římského autora Aula Gellia.